# Ilhas Maria
O atol das ilhas Maria (em francês:  Atoll des îles Maria) ou Nororotu é um atol desabitado situado no arquipélago das Austrais na Polinésia Francesa.
O atol das ilhas Maria situa-se no oceano Pacífico e compreende uma área total de 1,9 km², sendo a ilha mais próxima Rimatara, situada a 205 lm a lés-sudeste.

## Administração
O atol das Ilhas Maria faz parte administrativa de Rimatara (município) na comuna do Tubuai divisão da Polinésia Francesa.